# Сабанета (Колумбия)
Сабанета (исп. Sabaneta) — город Колумбии. Город в департаменте Антьокия, был основан в 1903 году.
Расположен в юго-востоку от Медельина.